# Félix Augustin Milius
Félix Augustin Milius, né le 6 février 1843 à Marseille et mort le 9 février 1894 à Clamart, est un peintre et graveur français.

## Biographie
Félix Augustin Milius est le fils de Charles Frédéric Milius et d'Élisabeth Marie Adélaïde Pluvinet.
Élève de Charles Gleyre, de Pierre Edmond Alexandre Hédouin et de Charles Albert Waltner, il expose au Salon de 1869 à 1894.
Il épouse à Marseille Annette Péo.
Il meurt à son domicile de Clamart, à l'âge de 51 ans.

## Œuvres exposées aux Salons parisiens
- Portrait d’homme, au Salon de 1869
- La fermière, au Salon de 1870
- Portrait de Mme L. L., au Salon de 1870
- Première entrevue, au Salon de 1872
- La pêche du fretin, au Salon de 1873
- Avant la leçon, au Salon de 1874
- Propos interrompu, au Salon de 1874
- Amateur de plantes rares, au Salon de 1876
- La pêche du fretin, d’après un tableau du graveur et L’entrée des Croisés à Jérusalem, d’après M. Gallait, au Salon de 1876 (gravure à l'eau-forte)
- Un naturaliste, au Salon de 1876
- Une eau-forte : Une Course de taureaux, d’après Goya, au Salon de 1876
- A Montmorency (Seine-et-Oise), au Salon de 1877
- Un musicien, au Salon de 1877
- Trois eaux-fortes : / Goya, d'après lui-même / Le Fauconnier, d'après Fromentin / Chiens et chat, d'après M. E. Lambert, au Salon de 1877
- Une eau-forte : La Prédication en Laponie, d'après Hockert, au Salon de 1877
- Une gravure : La reine Artémise, d’après Rembrandt, au Salon de 1878
- Cinq eaux-fortes, au Salon de 1879 (Mulhouse)
- Portrait de M. Edward M., au Salon de 1879
- Promenade à Montmorency, au Salon de 1879 (Mulhouse)
- Trois eaux-fortes, au Salon de 1879 (Mulhouse)
- Trois gravures : / 1. Persée délivre Andromède, d'après Rubens / 2. Fin d'octobre, d'après M. Duez / 3. La suite de l'horoscope, d'après Freudeberg	1879
- Une gravure : Marie Tudor, d'après Anton Moro, au Salon de 1879
- Dix gravures, au Salon de 1880
- Une gravure : L’infante Marguerite, d’après Velasquez, au Salon de 1880
- Portrait de Mlle R…, au Salon de 1881
- Six gravures, au Salon de 1881
- Une gravure : Portrait de Van Dick et de son protecteur, le comte de Bristol. Musée du Prado, au Salon de 1881
- Trois eaux-fortes : D’après les bronzes de la collection A. Thiers, au Salon de 1882
- Une eau-forte : D’après un tableau de Véronèse. Au Musée de Marseille, au Salon de 1882
- Gravure : Le moulin à eau, d’après Hobbema, au Salon de 1883
- Une gravure, au Salon de 1883
- Cinq gravures : D'après P. de Hoog, Diaz, Vollon et Van den Velde, au Salon de 1884
- Huit gravures : Pour une édition du "Neveu de Rameau", de Diderot, au Salon de 1884
- Portrait de M. Mérignac ainé, au Salon de 1884
- Portrait de Mlle M. R., au Salon de 1885
- Sainte-Anne, d'après Léonard de Vinci, au Salon de 1888 (gravure à l'eau-forte)
- Villefranche-sur-Mer, au Salon de 1888, aquarelle
- Quatre gravures : (Pour les Confessions de J.-J. Rousseau, d’après M. M. Leloir), au Salon de 1889 (gravure à l'eau-forte)
- Autour d'une partition, d’après M. Aublet, au Salon de 1889 (gravure à l'eau-forte)
- Vedette arabe, d’après Schroyer, au Salon de 1890 (gravure à l'eau-forte)
- Master Baby, d’après Orchardson, au Salon de 1890 (gravure à l'eau-forte)
- A la fontaine, d’après M. J. Breton, au Salon de 1891 (gravure à l'eau-forte)
- L’embarras du choix, d’après M. Roybet, au Salon de 1891 (gravure à l'eau-forte)
- L’Alma, d’après Pils, au Salon de 1892 (gravure à l'eau-forte)
- Une fête à Venise, d’après M. Guardi et La bénédiction des époux, d’après M. Dagnan-Bouveret, au Salon de 1893 (gravure à l'eau-forte)
- Propos galants, d’après M. Roybet, au Salon de 1894 (gravure à l'eau-forte)